# Jonathan Glenn
Jonathan Glenn (Maloney Gardens, 27 agosto 1987) è un calciatore trinidadiano, attaccante dell'ÍBV Vestmannæyja.